# Дабо
Дабо (фр. Dabo) насеље је и општина у североисточној Француској у региону Лорена, у департману Мозел која припада префектури Сарбур.
По подацима из 2011. године у општини је живело 2644 становника, а густина насељености је износила 54,95 становника/km². Општина се простире на површини од 48,12 km². Налази се на средњој надморској висини од 660 метара (максималној 945 m, а минималној 236 m).

## Демографија
| 1962. | 1968. | 1975. | 1982. | 1990. | 1999. | 2011. |
| ----- | ----- | ----- | ----- | ----- | ----- | ----- |
| 2.993 | 3.008 | 2.982 | 2.913 | 2.789 | 2.780 | 2.644 |

График промене броја становника у току последњих година